# Discografia di Narciso Parigi
Questa voce elenca l'intera discografia italiana di Narciso Parigi del periodo 1946–2009 con i dischi pubblicati per undici etichette differenti: la Cetra (1946 ,1949 e 1950), Fonit (1947), CGD (1948), Pathé (1951-1968) e quindi la EMI (in seguito Emi Italiana), Capitol Records, Fontana, Ri-Fi, Bazar, Ricordi (in seguito Dischi Ricordi) e la Pegasus.
Consistono in 49 album (tra cui 45 originali e 4 ristampe), 10 EP e 121 singoli tra 78 giri e 45 giri.

## Singoli

### 10 pollici
- 1946 – Ho lasciato il mio cuore a Firenze/Addio fiorentinella (Cetra, DC 4478)
- 1946 – Catarì/Madonna amore (Cetra, DC 4479)
- 1946 – Caterina vien da basso/Luna nuova (Cetra, DC 4487)
- 1946 – (Tu sei) sempre nel mio cuor (Cetra, DC 4494; lato B cantato da Aldo Ciardi);
- 1947 – Il valzer dell'allegria/Stornellando alla toscana (Fonit, 12528)
- 1947 – Napoletana/Maria Rosa alla festa va (Fonit, 12529)
- 1947 – Sul lungarno/Questa notte (in sogno) (Fonit, 12530)
- 1947 – Amore mio/Rumba delle rose (Fonit, 12531)
- 1947 – Castellana bruna/Nessuno saprà (Fonit, 12614)
- 1948 – Trinidad/Quello che ce vo' ce vo' con Brenda Gioi (CGD, PV 1201)
- 1948 – Pigalle con Brenda Gioi (CGD, PV 1202)
- 1949 – Un angelo verrà/La famiglia numerosa (Cetra, DC 5015; lato A cantato da Ugo Dini; lato B con Brenda Gioi)
- 1949 – Bruna isolana/Come cantava Roma (Cetra, DC 5016)
- 1953 – Malafortuna/È ritornata Primavera (Pathé, MG 193)
- 1954 – Stornellata al tramonto/Quando Roma era una stampa del Pinelli (Pathé, MG 222)
- 1954 – Sarà la primavera?/Per una volta sola (Pathé, MG 223)
- 1956 – Guaglione/Chella llà (Pathé, MG 374)

### 7 pollici
- 1956 – La colpa fu/Aprite le finestre (Pathé, AQ 1002)
- 1956 – Bocca baciata/La luna (Pathé, AQ 1003)
- 1956 – Terra straniera/Fontane Romane (Pathé, AQ 1004)
- 1956 – Arrivederci Roma/Romanina del bajon (Pathé, AQ 1005)
- 1956 – Samba alla fiorentina/I miei sogni (Pathé, AQ 1006)
- 1956 – Una musica per te/Chella llà (Pathé, AQ 1007)
- 1957 – Buon anno...buona fortuna/Serenatella sciuè sciuè (Pathé, AQ 1009)
- 1957 – Corde della mia chitarra/Usignolo (Pathé, AQ 1010)
- 1957 – Torre del mare/..... (Pathé, AQ 1012)
- 1958 – Ruscello di montagna/Quelle che amai (Pathé, MG 438)
- 1958 – Venticello de Roma/Stornellacore (Pathé, AQ 1015)
- 1958 – Tipitipitipso/Mambo toscano (Pathé, AQ 1016)
- 1958 – Mattinata fiorentina/Sulla carrozzella (Pathé, AQ 1017)
- 1958 – La canzone che piace a te/Timida serenata (Pathé, AQ 1018)
- 1958 – Nel blu,dipinto di blu/Fragole e cappellini (Pathé, AQ 1019)
- 1958 – Ho disegnato un cuore/Tu sei del mio paese (Pathé, AQ 1020)
- 1958 – Campane di Santa Lucia/Arsura (Pathé, AQ 1021)
- 1958 – Il valzer della povera gente/Canta Firenze (Pathé, AQ 1027)
- 1958 – La romanina/Nannì (Pathé, AQ 1028)
- 1958 – Serenata del somarello/Cielito lindo (Pathé, AQ 1033)
- 1958 – Porta chiusa/La bella Ninon (Pathé, AQ 1037)
- 1958 – Chitarra romana/Dove sei amore mio (Pathé, AQ 1041)
- 1958 – Ramona/Canzone d'amore (Pathé, AQ 1045)
- 1958 – Stornello innamorato/Non aspettar la luna (Pathé, AQ 1046)
- 1958 – Torna a Firenze/Firenze sogna (Pathé, AQ 1048)
- 1958 – Avevamo la stessa età/Io sono il vento (Pathé, AQ 1062)
- 1958 – Lì per lì/...ma baciami (Pathé, AQ 1063)
- 1959 – Piove/Nessuno (Pathé, AQ 1066)
- 1959 – Una marcia in fa/Conoscerti (Pathé, AQ 1067)
- 1959 – Quando si sveglia Roma/Fior di serenata (Pathé, AQ 1075)
- 1959 – Davanti all'altare/Addio Maria (Pathé, AQ 1082)
- 1959 – Avvicinati a me/Guarda che luna (Pathé, AQ 1083)
- 1959 – Il postino innamorato/Venere nera (Pathé, AQ 1084)
- 1959 – Gingi...gingi.../Gano...i duro di San Frediano (Pathé, AQ 1085)
- 1959 – Carrozzelle d'Italia/Un anno fa (Pathé, AQ 1089)
- 1959 – La lavandera di Madera/La strada dell'amore (Pathé, AQ 1097)
- 1959 – Canzone viola/Fiorentina (Pathé, AQ 1104)
- 1959 – Nulla cambierà questo amore/Portugal (Pathé, AQ 1107)
- 1960 – Splende il sole/Vento,pioggia...scarpe rotte (Pathé, AQ 1110)
- 1960 – È mezzanotte/Perderti (Pathé, AQ 1111)
- 1960 – Romagna mia/Sei bella (Pathé, AQ 1120)
- 1960 – Non ritornar/Don Chisciotte (Pathé, AQ 1121)
- 1960 – Tango del mare/Un'ora sola ti vorrei (Pathé, AQ 1122)
- 1960 – O pensiero/La piccinina (Pathé, AQ 1123)
- 1960 – Violino tzigano/Non passa più (Pathé, AQ 1125)
- 1960 – Rondini fiorentine/Maggiolina (Pathé, AQ 1135)
- 1960 – Vacanze in Italy/...... (Pathé, AQ 1136)
- 1960 – La montagna/Portami a Roma (Pathé, AQ 1137)
- 1960 – Per ore ed ore/...... (Pathé, AQ 1150)
- 1961 – Piccola Americana d'Italy (Francesco Pica-De Paolis)
- 1961 – Firenze in rock/Piccola americana d'Italy (Pathé, AQ 1137)
- 1961 – Domani ritorno a Roma/Avevo un quartierino a...Piccadilly (Pathé, AQ 1166)
- 1961 – Non è per gelosia/Pezzetti di cuore (Pathé, AQ 1170)
- 1962 – Vita/Pesca tu che pesco anch'io (Pathé, AQ 1188)
- 1962 – Una chitarra nella notte/Chitarratella (Pathé, AQ 1193)
- 1962 – Porta un bacione a Firenze/Madonna fiorentina (Pathé, AQ 1194)
- 1962 – Stornellacci fiorentini 1ª parte/Stornellacci fiorentini 2ª parte (Pathé, AQ 1195)
- 1962 – Maggio fiorentino/Stornelli d'amore (Pathé, AQ 1198)
- 1962 – Serenata celeste/Serenata serena (Pathé, AQ 1204)
- 1962 – Una lampada per te/Siediti e ascolta (Pathé, AQ 1206)
- 1962 – Cavallino corri e va/La mia canzone al vento (Pathé, AQ 1209)
- 1963 – Mezzanotte tango/Il twist è fiorentino (Pathé, AQ 1222)
- 1963 – Cosa sognano gli angeli/Aquiloni (Pathé, AQ 1223)
- 1963 – Non ho paura/Primavera d'amor (Pathé, AQ 1244)
- 1963 – Le ragazze di Monticelli (parte 1º)/Le ragazze di Monticelli (parte 2º) (Pathé, AQ 1249)
- 1963 – Gli stornelli del cantastorie (parte 1º)/Gli stornelli del cantastorie (parte 2º) (Pathé, AQ 1251)
- 1963 – Amo Firenze mia/Serenata a Firenze (Pathé, AQ 1252)
- 1963 – Mi hai detto no/Marechiaro senza luna (Pathé, AQ 1253)
- 1963 – 'A stessa Maria/Marammè (Pathé, AQ 1254)
- 1963 – Annamaria/Mezzanotte...mezzaluna (Pathé, AQ 1255)
- 1963 – Arrivederci Roma/..... (Pathé, AQ 1263)
- 1964 – Ramona/Manuela (Pathé, AQ 1264)
- 1964 – Lo studente passa/Scrivimi (Pathé, AQ 1265)
- 1964 – L'organetto del vagabondo/Fiorin fiorello (Pathé, AQ 1266)
- 1964 – Com'è bello fà l'amore quanno è sera/canti nuovi (Pathé, AQ 1267)
- 1964 – Guarda un po'/Nostalgico slow (Pathé, AQ 1268)
- 1964 – In cerca di te (perduto amore)/Camminando sotto la pioggia (Pathé, AQ 1269)
- 1964 – I magnifici undici/La colpa l'è dell'Arno (Pathé, AQ 1270)
- 1964 – Scapponata (parte 1º)/Scapponata (parte 2º) (Pathé, AQ 1276)
- 1964 – Strofette a spillo (parte 1º)/Strofette a spillo (parte 2º) (Pathé, AQ 1278)
- 1964 – Le ragazze d'Italia (parte 1º)/Le ragazze d'Italia (parte 2º) (Pathé, AQ 1279)
- 1964 – Beccaccio 71/Fumava un sigaro (Pathé, AQ 1287)
- 1964 – I ragazzi di Legnaia (parte 1º)/I ragazzi di Legnaia (parte 2º) (Pathé, AQ 1288)
- 1964 – Il baco Gigi/La cacciuccata (Pathé, AQ 1289)
- 1965 – It is Christmas/Concerto di mezzanotte (Pathé, AQ 1294)
- 1965 – Gigia/Due pistole (Pathé, AQ 1304)
- 1965 – Good night, Firenze/Un amore a Firenze (Pathé, AQ 1305)
- 1965 – Canzone viola/Alè alè Fiorentina (Pathé, AQ 1315)
- 1966 – Primo amore/Ne avevo una (Pathé, AQ 1317)
- 1966 – Stornellando alla toscana/Bella toscana (Pathé, AQ 1327)
- 1966 – Parlez-vous fiorentino?/Perfida bambola (Pathé, AQ 1328)
- 1966 – Io t'ho incontrata a Napoli/Angelina (Pathé, AQ 1329)
- 1966 – Stornellacci...e basta (I parte)/Stornellacci...e basta (II parte) (Pathé, AQ 1330)
- 1966 – Questo e quello/Tre franchi di pietà (Pathé, AQ 1335)
- 1966 – Non baciarmi mentre guido/Tre notti di luna (Pathé, AQ 1338)
- 1966 – C'è una madonna in Borgo S. Frediano/Tango di 'ssorco (Pathé, AQ 1351)
- 1968 – Le ragazze degli altri rioni (I parte)/Le ragazze degli altri rioni (II parte) (Pathé, AQ 1362)
- 1968 – Il campanile di Giotto/Col trullerallero (Pathé, AQ 1363)
- 1968 – La ballata bollata/Quanto la mi piace (Pathé, AQ 1369)
- 1968 – Madonna/Adieu mon ami (Pathé, AQ 1370)
- 1968 – Mazurkaccia all'antica/Stornello beat (Pathé, AQ 1371)
- 1968 – Ballata accusatrice in carrozza/Va ja Firenze (Pathé, AQ 1372)
- 1968 – Stornelli all'antica (I parte)/Stornelli all'antica (II parte) (Pathé, AQ 1373)

## EP
- 1957 – Narciso Parigi (Pathé, EAQ 7)
- 1959 – Stornellacci confidenziali (Pathé, EAQ 55; con I Menestrelli dell'Arno)
- 1960 – Firenze sogna (Pathé, EAQ 60; con I Menestrelli dell'Arno)
- 1960 – Stornelli fiorentini (Pathé, EAQ 61; con I Menestrelli dell'Arno)
- 1960 – Stornellissimi per le strade (Pathé, EAQ 70; con I Menestrelli dell'Arno)
- 1960 – Stornellacci scanzonati (Pathé, EAQ 72; con I Menestrelli dell'Arno)
- 1960 – Pezzetti di cuore (Pathé, EAQ 79; con I Menestrelli dell'Arno)
- 1963 – Folklore Italiano (Pathé, EAQ 98; con I Menestrelli dell'Arno)
- 1963 – Stornellacci spaziali (Pathé, EAQ 99; con I Menestrelli dell'Arno)
- 1963 – Giro d'Italia degli stornelli (Pathé, EAQ 100; con I Menestrelli dell'Arno)

## Album
- 1953 – Canzoni (Pathé, QAT 6001)
- 1955 – Le canzoni del V Festival di Sanremo (Pathé, QAT 6004)
- 1956 – Narciso Parigi (Pathé, MT 1007)
- 1956 – Camminando sotto la luna (Pathé, MT 1011)
- 1957 – Ricordo di Firenze (Pathé, MT 1015)
- 1958 – Da Firenze a Roma (Pathé, MT 1018)
- 1958 – Le canzoni rimaste nel cuore (Pathé, MT 1019)
- 1959 – Girovagando per l'Italia (Pathé, MT 1021)
- 1959 – Serenate di tutti i tempi (Pathé, MT 1022)
- 1959 – Canzoni sull'Arno (Pathé, MTX 105)
- 1960 – Le canzoni dei ricordi (Pathé, MTX 108)
- 1960 – Selezioni di operette (Pathé, MTX 109)
- 1960 – Canzoni di mezzo secolo (Pathé, MTX 110)
- 1960 – Canta Firenze (Pathé, MTX 111)
- 1960 – Un fiorentino a Livorno (Pathé, MTX 124)
- 1960 – Le 20 canzoni del Festival di Sanremo 1960 (Pathé, QELP 8016)
- 1961 – Souvenir d'Italie (Pathé, QELP 8072)
- 1961 – Le canzoni della felicità (Pathé, MTX 112)
- 1961 – Le canzoni del tempo felice (Pathé, MTX 115)
- 1961 – Stornellate con Narciso Parigi (Pathé, MTX 119)
- 1964 – Stornelli e ballate - Folklore dell'800 (Pathé, MTX 120)
- 1965 – Sempre nel mio cuore (Pathé, MTX 122)
- 1965 – Un fiorentino a Livorno (Pathé, MTX 124)
- 1965 – Al mio amico Odoardo (Pathé, MTX 126)
- 1967 – Canto alla mia Firenze (Pathé, MTX 129)
- 1968 – Ieri, oggi, sempre (Pathé, MTX 133)
- 1970 – Terra straniera (EMI, 3C 048 50406)
- 1970 – Folklore di casa nostra (Cetra, LLP 154)
- 1971 – Ciao...Vacanze in Italia (Capitol, 3C 052 17762)
- 1971 – Stornellate (Capitol, 3c 052 17053)
- 1971 – The Arresting Italian Voice of Narciso Parigi (Capitol, T 10248)
- 1971 – Narciso Parigi (Capitol, T 6142)
- 1973 – Canto alla mia Firenze (Pathé)
- 1974 – Motivi e ballate popolari (Fontana, 6492 022)
- 1975 – Firenze com'era (Fontana, 6323 801)
- 1975 – Il primo amore (Fontana, 6323 806)
- 1976 – Le storielle e gli stornelli di Narciso Parigi (EMI Italiana, 3C 054 17311)
- 1980 – Stornelli sull'Arno (Ri-Fi, RPO ST 72031)
- 1980 – Amici miei (Bazar, B 0781)
- 1982 – Ricordi (Ricordi, ORL 8581)
- 1982 – Firenze amore e stornelli (Dischi Ricordi, ORL 8616)
- 1984 – Italia amore mio (Dischi Ricordi, ORL 8717)
- 1984 – Narciso Parigi (EMI Italiana, 54 1186491)
- 1984 – Canta Firenze (EMI Italiana, 54 7918021)
- 1985 – Canzoni toscane (EMI Italiana, 24 1187221)
- 1985 – Amor, amor, amor (Dischi Ricordi, SMRM 7000)
- 1986 – Firenze buonasera (Dischi Ricordi, ORL 8828)
- 1989 – Le più belle di Narciso Parigi (EMI Italiana, 34 7931001)
- 2009 – Rispetti ninne nanne stornelli (Pegasus, PG-0309011)
- 2020 - Italia, America e ritorno - Direzione artistica e voce introduttiva al brano "Amici miei" (Egea Music)